# Nassaulaan 23-25 (Baarn)
De dubbele woning Nassaulaan 23-25 is een gemeentelijk monument aan de Nassaulaan in de Transvaalwijk van Baarn in de provincie Utrecht.
De beide ingangen met ernaast een drieluikvenster bevinden zich aan de voorzijde van het huis. Het huis is rijk aan details in chaletstijl en neorenaissance.

## Bogen
In de puntgevels zijn rondbogen aangebracht. Boven de vensters zijn bogen met veel siermetselwerk.